# Перлюстрация
Перлюстра́ция (от лат. perlustro «обозреваю») — просмотр личной пересылаемой корреспонденции, совершаемый втайне от отправителя и/или получателя.
В отличие от гласно заявленной военной цензуры, перлюстрация всегда совершается втайне.
Также следует отличать перлюстрацию от законного и санкционированного в установленном порядке досмотра (выемки) сообщений конкретных отправителей или получателей.
Изначально понятие «перлюстрация» касалось лишь почтовой корреспонденции, однако последнее время используется и в отношении других документальных средств связи — от телеграфа до электронной почты. В отношении голосовой связи используется термин «прослушивание переговоров».
До закрепления права на тайну связи перлюстрация достаточно широко использовалась государственными органами разных стран для сбора политической информации, для слежки за «неблагонадёжными» лицами, для профилактики правонарушений и других целей. Как правило, само существование перлюстрации держалось в секрете от населения.
Во многих случаях (особенно с середины XIX века) перлюстрация существовала вне закона. В официальных документах (даже в законах) России и других стран вскрытие корреспонденции без санкции органов следствия или суда запрещалось, но в то же время существовала развитая структура для массовой перлюстрации. Об этом прошлом известно из многочисленных исторических документов. Как обстоят дела с перлюстрацией сейчас, достоверных данных нет. Согласно одним утверждениям, ознакомление с передаваемыми сообщениями производится только на основании закона. По другим сведениям, массовая перлюстрация сообщений имеет место во многих странах.

## Перлюстрация в России

### Дореволюционная Россия
В России перлюстрация применялась, по крайней мере, со времен Петра I: так, с 1690 года в Смоленске вскрывались все письма, идущие за границу. Системный характер практика перлюстрации приобрела в середине XVIII века благодаря почт-директору Фридриху Ашу, который вскрывал письма всех иностранных дипломатов, копировал их содержимое, затем аккуратно запечатывал, прошивал той же ниткой и скреплял поддельной печатью — так, чтобы у адресата не возникло никаких подозрений:

«Покорнейше доношу, что я не премину списываемые унтер-библиотекарем копии с оригинальными письмами прилежно сличать и находящиеся иногда погрешности в письме или цифири переправлять. Не меньше ж я и пробу делал, возможно ли заклеенные письма вскрыть, не повредя приметным образом куверта».
Екатерина II в 1779 году приказала доставлять ей корреспонденцию, вскрытую секретно на почтамте. К началу XIX века служба перлюстрации существовала в Санкт-Петербурге, Москве, Риге, Бресте, Вильно, Гродно и Радзивилове. 12 апреля 1801 года главный директор почт Д. П. Трощинский сообщил московскому почт-директору Ф. П. Ключарёву, что, согласно распоряжению нового императора Александра I, «внутренняя корреспонденция, производимая между собою частными людьми и особенно обитателями Империи здешней, была отнюдь неприкосновенна и изъята от всякого осмотра и открытия, а что лежит до внешней переписки, в перлюстрации оной поступать по прежним предписаниям и правилам без отмены».
28 декабря 1813 года министр внутренних дел О. П. Козодавлев в секретном отношении управляющему московским почтамтом, указал: «Из внутренней переписки… подлежат перлюстрации письма только тех лиц, о коих до сего были особые предписания от предместников моих и от меня, или впредь будут».
При Николае I руководство перлюстрацией было поручено директору Почтового департамента. С 1870 года осуществлять перлюстрацию писем стала Цензура иностранных газет и журналов при крупнейших почтамтах. С 1881 года, в связи с передачей почтового ведомства в состав Министерства внутренних дел служба перлюстрации оказалась в прямом подчинении министра внутренних дел. С 1886 года перлюстрацией руководил старший цензор санкт-петербургской Цензуры иностранных газет и журналов, который формально именовался помощником начальника Главного управления почт и телеграфов и одновременно напрямую подчинялся министру внутренних дел. Эту должность в течение сорока лет, с 1876 по 1917 год, занимали три человека: К. К. Вейсман, А. Д. Фомин и М. Г. Мардарьев. Число сотрудников службы перлюстрации в Российской империи к 1913 году было сравнительно небольшим — около 45 человек.
Перлюстраторам запрещалось вскрывать письма только трёх человек: императора, министра внутренних дел и начальника III Отделения Собственной Е. И. В. канцелярии, а после его упразднения — директора Департамента полиции.
Перлюстрировалась вся корреспонденция лиц, включённых в так называемый «алфавит», который составлялся, в основном, министром внутренних дел и Особым отделом Департамента полиции (от 300 до 1000 имён деятелей революционеров и деятелей легальных политических партий, общественных деятелей, редакторов газет, депутатов Государственной думы, членов Государственного совета, придворных). Кроме того, при перлюстрации применялась случайная выборка писем. Р. В. Швейер, занимавшийся перлюстрацией с 1890 года, на допросе 6 ноября 1929 года вспоминал: «Читались письма преимущественно высокопоставленных лиц, интеллигенции (студенты, адвокаты, профессора, члены Думы) и по специальным поручениям Департамента полиции… читались письма ко всем министрам, членам Государственного совета и одно время читались письма бывшего в то время наследником престола Николая II к М. Ф. Кшесинской и обратно, губернаторам и вице-губернаторам». Полученная при перлюстрации информация сообщалась в Департамент полиции, а также в министерства иностранных дел, военное и морское (их больше всего интересовала дипломатическая корреспонденция). Кроме того, министр внутренних дел часть выписок из перлюстрированных писем передавал императору.

### Советский период
После Февральской революции 6 марта 1917 г. постановлением Временного правительства выемку почтово-телеграфной корреспонденции, кроме как по решению суда, было поручено МВД прекратить. Приказом по Министерству почт и телеграфов от 10 июля 1917 года цензура иностранных газет и журналов (вместе со службой перлюстрации) была упразднена.
Но в связи с Первой мировой войной продолжали существовать органы военной цензуры. После Октябрьской революции 1917 г. весной-летом 1918 г. вскрывалась лишь международная корреспонденция Циркуляр Наркомпочтеля от 28 мая 1918 г. дал право выемки корреспонденции органам ВЧК наряду с ревтрибуналами и народными судами с соблюдением правил старого устава уголовного судопроизводства, однако циркуляром от 8/10 октября 1918 г. Наркомпочтель подтвердил уже безусловное право органов ВЧК задерживать корреспонденцию. В декабре 1918 г. было утверждено «Положение о военной цензуре», вводившее просмотр международной и «по мере надобности внутренней почтово-телеграфной корреспонденции», равно как и «контроль над переговорами по иногороднему телефону».
Передача военной цензуры из военного ведомства в ВЧК произошла осенью 1920 г. В июне 1922 г. Наркомпочтель высказался за отмену контроля переписки внутри страны, но ГПУ было против этого «ввиду того, что военно-политическая цензура почтово-телеграфной корреспонденции является в настоящий момент одним из сильных орудий борьбы с контрреволюцией». Перлюстрацию корреспонденции стал осуществлять Отдел Политконтроля Секретно-оперативного управления ГПУ, созданный приказом Управления делами ГПУ № 88 от 21 июня 1922 г. (начальник Б. Е. Этингоф) и местные его подотделы, отделения и пункты.
С годами система перлюстрации в СССР развивалась и разрасталась. Так, с октября 1923 по октябрь 1924 г. было просмотрено более 5 млн писем и более 8 млн телеграмм. Однако архивные документы, относящиеся к перлюстрации в послевоенный период не были опубликованы, имеются лишь редкие свидетельства участников и очевидцев — в первую очередь вышедшие за рубежом воспоминания Л. Авзегера, работавшего в 1946—1952 гг. в отделении Политконтроля в Чите.

### Современная Россия
Контроль почтовых отправлений, телеграфных и иных сообщений предусмотрен ст. 6 ФЗ «Об оперативно-разыскной деятельности» от 12 августа 1995 г. Контролю может подвергаться корреспонденция, адресованная конкретному лицу или исходящая от него, а также вся корреспонденция, поступающая в конкретный адрес или исходящая от него. Он должен осуществляться лишь на основании судебного решения. 21 июля 2009 года вступил в силу приказ Министерства связи и массовых коммуникаций РФ «Об утверждении Требований к сетям и средствам почтовой связи для проведения оперативно-разыскных мероприятий».
Согласно Постановлению Правительства № 327 от 8 апреля 2015 года Роскомнадзор получил право устанавливать факты приёма-передачи сообщений пользователями социальных сетей и прочих интернет-ресурсов. Ряд СМИ истолковали это как разрешение на чтение частной переписки. Однако, представители Роскомнадзора пояснили, что подобная реакция связана с неверным истолкованием постановления, которое не делает содержимое переписки доступным для третьих лиц.